# Vinnie Colaiuta
Vincent Peter Colaiuta, detto Vinnie (Brownsville, 5 febbraio 1956), è un batterista statunitense che opera in vari ambiti musicali come jazz, fusion, funk, pop e rock.

## Carriera
Di origini italiane (la sua famiglia proviene dalla località Madonna della Strada a Scoppito) ha cominciato a suonare da bambino con una batteria che gli venne donata quando aveva sette anni. A quattordici anni ricevette dal suo insegnante di musica un metodo per batteria da cui trasse le prime nozioni.
Dopo aver frequentato il Berklee College of Music a Boston per un anno, Colaiuta si trasferì a Los Angeles (dove risiede tuttora), suonando con gruppi in vari locali. Nell'aprile del 1978, all'età di ventidue anni, ebbe l'opportunità di fare un provino per Frank Zappa, eseguendo tra l'altro l'assolo The Black Page (scritto in origine per Terry Bozzio), estremamente difficoltoso. L'audizione ebbe successo e Colaiuta lavorò con Zappa, sostituendo lo stesso Bozzio dimissionario, come batterista principale nelle esecuzioni dal vivo e in studio fino al 1980, poi sostituito da Chad Wackerman.
Dopo aver lavorato con Zappa, Colaiuta ha collaborato con una lista sterminata di illustri artisti, fra cui Joni Mitchell, Roberto Carlos, Duran Duran, Backstreet Boys, Christina Aguilera, Anastacia, Michael Bublé,   Olivia Newton-John, Chaka Khan, Megadeth, Nik Kershaw, Tony Banks,
Asia, Joe Cocker, Jeff Beck, Sting, Chick Corea, Herbie Hancock, George Duke, Leonard Cohen, Tom Scott, Barbra Streisand, Paul Anka, Marilyn Scott, Allan Holdsworth, Chris Botti, George Benson, Lee Ritenour, Frank Gambale, Davi Wornel, John Patitucci, Jeff Berlin, Mike Stern, Abe Laboriel, Bill Evans, Stanley Clarke, The Commodores, The Temptations, Gino Vannelli, Quincy Jones, James Taylor, John McLaughlin, Robben Ford, Jing Chi, Burt Bacharach, Philip Aaberg, Joe Satriani;

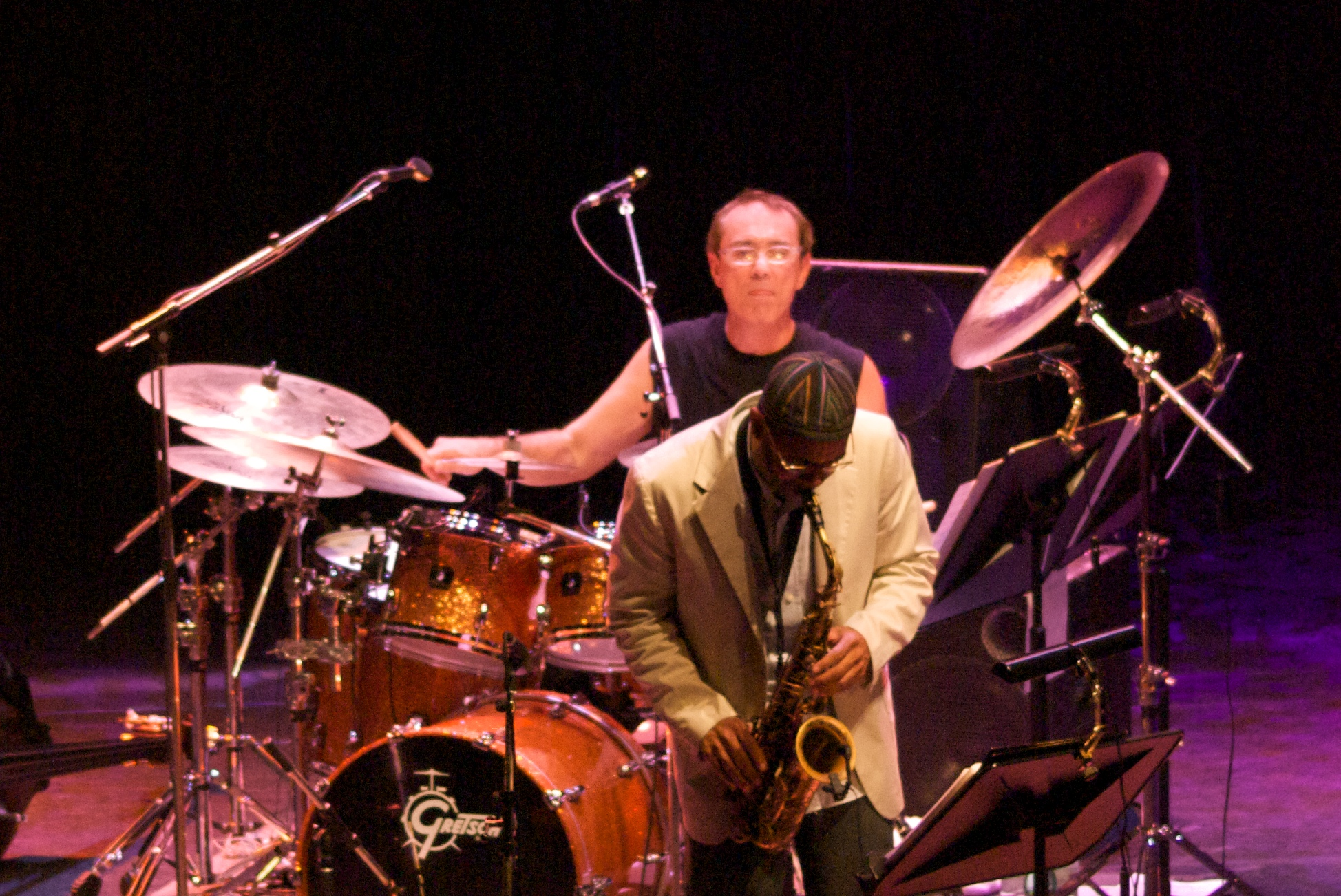
Colaiuta con Kenny Garrett nella Five Peace Band

Molto richiesto anche in Italia ha registrato fra gli altri con: Gigi D'Alessio, Drupi, Laura Pausini, Claudio Baglioni, Eros Ramazzotti, Andrea Bocelli, Adriano Celentano, Gianni Morandi, Elio e le Storie Tese, Vasco Rossi, Pino Daniele, Piero Pelù, Tiziano Ferro. Nel 1994 pubblicò un'incisione solista intitolata Vinnie Colaiuta con la partecipazione degli artisti con cui ha collaborato nella sua carriera tra cui 
Sting e Herbie Hancock.
Non ha una sua band personale, tuttavia si può considerare tale, per l'importanza del suo contributo, il gruppo Karizma.
Colaiuta ha vinto un totale di diciotto premi Drummer of the Year con il voto annuale dei lettori della rivista Modern Drummer. Tra questi ci sono dieci premi nella categoria Best Overall. Colaiuta è stato inserito nella Modern Drummer Hall of Fame nel 1996.
Nel febbraio 2006 collabora, insieme a Tony Levin, Dean Parks e James Raymond, al singolo No Ocean to Divide dei West&Coast; nel 2006 e nel 2007 accompagna il chitarrista inglese Jeff Beck nei suoi tour mondiali.
Nel 2008 ha accompagnato Herbie Hancock nel suo tour di promozione del disco River: The Joni Letters, album omaggio a Joni Mitchell, in cui il tastierista statunitense esegue con la sua band i brani scritti dalla stessa cantautrice.
Nel 2009 ha inoltre collaborato alla realizzazione dell'album Electric Jam di Pino Daniele.

### Religione
Si definisce un cristiano rinato ed è tra i fondatori di Drummers for Jesus, associazione di batteristi (e non solo) che si esibiscono in spettacoli volti a propagandare la religione cristiana.
A questa associazione appartengono, fra gli altri, i talentuosi batteristi Alex Acuña, Greg Bissonette, Chris Coleman, Marcus Baylor, Zoro, Aaron Spears, Will Kennedy e Teddy Campbell.
In varie interviste, Colaiuta afferma: «le mie capacità musicali sono solo un dono del Signore», e «la fede cristiana mi ha salvato la vita».
Dichiara inoltre che la sua fede in Cristo è sbocciata in un giorno preciso a seguito di un evento della cui natura non ha mai parlato. Per questa sua "religiosità", viene citato nel brano Catholic Girls dall'album Joe's Garage di Frank Zappa.

## Caratteristiche tecniche
Dotato di estrema versatilità e di tecnica ineccepibile, ha i suoi maggiori punti di forza nella straordinaria potenza e velocità di esecuzione. È da qualche anno il batterista più richiesto al mondo. (Modern drummer magazine, march 2010)
Dopo aver iniziato con batterie Yamaha negli anni '80, Colaiuta è stato per molti anni endorser di batterie Gretsch e piatti Zildijan.
Nell'aprile 2012, Colaiuta è passato a batterie Ludwig e piatti Paiste, per poi ritornare di nuovo con Gretsch nel 2016, rimanendo però con Paiste per i piatti. Per quanto riguarda pelli e bacchette, Colaiuta utilizza da sempre rispettivamente Remo e Vater. L'impostazione stilistico-tecnica di Colaiuta è attualmente di tipo tradizionale o jazzistico, sebbene il suo sound sia abitualmente molto aggressivo, mentre in passato (fino alla metà degli anni ottanta) era di tipo marcatamente rock con l'impostazione delle bacchette in stile timpanistico.
Riconosciuto come uno dei pochi batteristi in grado di suonare indifferentemente ogni stile con appropriato linguaggio e tecnica, dal jazz al progressive, dal metal al rock, dal latin alla fusion è uno dei session man più richiesti nella storia della musica. In generale, Vinnie Colaiuta è considerato uno dei più grandi batteristi di tutti i tempi, sia da critici e colleghi che da apprendisti e ascoltatori.